# 芙蓉江大桥
芙蓉江大桥是中国重庆市武隆县浩口苗族仡佬族乡的一座梁桥，连接了武隆县到彭水苗族土家族自治县的公路，跨越乌江的支流芙蓉江，主跨230（750英尺），桥高240（790英尺）。

## 工程事故
芙蓉江大桥施工过程中发生了一起事故，索缆断裂造成载有20多名工作人员的索道车坠落，11名工人死亡，12人重伤。